# Rio São Lourenço (América do Norte)
O rio São Lourenço (em inglês:  Saint Lawrence; em francês:  Saint-Laurent), é um rio que conecta os Grandes Lagos com o oceano Atlântico. Sua foz é o golfo de São Lourenço, o maior estuário do mundo. Ele passa pelo lago Ontário. O rio possui um comprimento de 1.197 quilômetros.
O rio São Lourenço passa pelas províncias de Ontário e Quebec, no Canadá, e pelo estado americano de Nova Iorque, servindo como a fronteira natural entre os dois países. À beira do rio estão várias cidades de médio e grande porte como Kingston, Montreal, Quebec e Trois-Rivières. O rio é navegável desde seu estuário até sua nascente, no lago Ontário, sendo um dos fatores que influenciam o povoamento no sul do Canadá, devido à maior facilidade no escoamento de produtos ali produzidos, além de ser um meio para se transportar produtos, o que movimenta a economia dos países próximos à bacia.

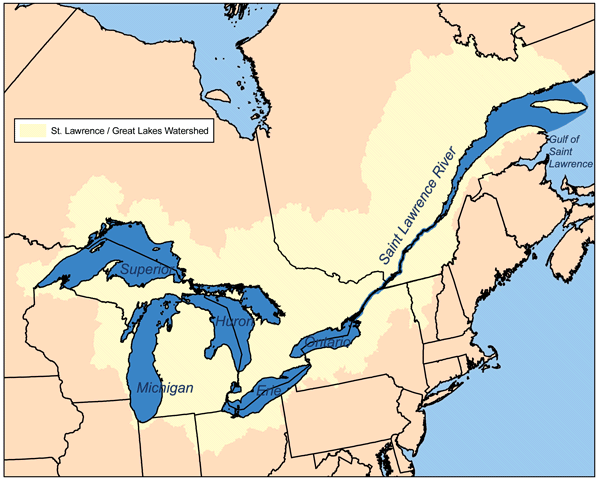
Mapa do rio São Lourenço
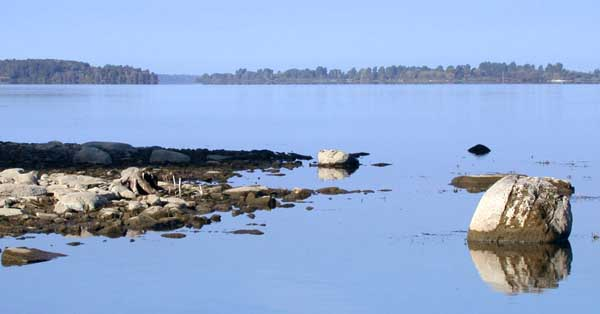
O rio na fronteira Canadá-EUA.